# Vertigo (Arrow)
Vertigo es el décimo segundo episodio de la primera temporada de la serie estadounidense de drama y ciencia ficción, Arrow. El episodio fue escrito por Wendy Mericle y Ben Sokolowski, y dirigido por Wendey Stanzler. Fue estrenado el 30 de enero de 2013 en Estados Unidos por la cadena CW. En Latinoamérica, Warner Channel estrenó el episodio el 18 de febrero de 2013.
Cuando Thea comienza a usar "Vértigo", una nueva droga que está de moda entre los chicos de la ciudad, y es capturada por la policía, Oliver va en busca del distribuidor del producto que es conocido como "El Conde", con la ayuda de un viejo amor, McKenna Hall, una mujer del cuerpo de policía de Starling City. Mientras tanto, Laurel se convierte en la defensora de Thea y Felicity le cuenta a Oliver noticias inquietantes sobre Moira.

## Argumento
En su comparecencia, Thea intenta entrar en una negociación con el fiscal del distrito, pero decidido a dar el ejemplo a los traficantes y consumidores de la droga Vértigo, el juez desestima la petición y ordena que el caso sea llevado a juicio. En un intento por ayudar a Thea, Oliver comienza a trabajar en el rastreo del proveedor; que lo lleva a encontrarse con McKenna Hall, una antigua conocida y finalmente descubre que el proveedor es un hombre que responde al sobrenombre de "El Conde", y organiza una reunión a través de sus contactos con la mafia rusa. 
El encuentro se disuelve por la llegada de la policía, y el Conde inyecta Oliver con una dosis concentrada de Vertigo cuando este intenta seguirlo. Bajo los efectos de la droga, Oliver tiene recuerdos de la isla en los que Yao Fei pretende matarlo delante de Fyers siendo que en realidad lo ayuda a escapar de su cautiverio. Diggle toma Oliver de regreso a su escondite y utiliza las hierbas medicinales que Oliver trajo consigo de la isla para luchar contra la sobredosis de drogas. Después, Oliver manda a analizar el fármaco con Felicity y utiliza los ingredientes para hacer un seguimiento de la ubicación del Conde.
Vestido como el Vigilante, Oliver es capaz de enfrentarse al Conde y le inyecta su medicamento al tiempo que la policía aparece. Laurel convence a su padre para que mueva algunos hilos y le consigue a Thea 2 años de libertad condicional y 500 horas de servicio comunitario, que empieza sirviendo el bufete de abogados de Laurel. Además, Felicity muestra Oliver la lista de nombres que Walter descubrió, y le informa que tal lista estaba en poder de Moira.

## Elenco
- Stephen Amell como Oliver Queen.
- Katie Cassidy como Dinah Laurel Lance.
- Colin Donnell como Tommy Merlyn.
- David Ramsey como John Diggle.
- Willa Holland como Thea Queen.
- Susanna Thompson como Moira Queen.
- Paul Blackthorne como el detective Quentin Lance.

## Continuidad
- Este episodio marca la primera aparición de "El Conde" y McKenna Hall.
- El episodio comienza dos días después de los acontecimientos de Trust but Verify.
- Se revela que el segundo nombre de Thea Queen es Dearden.

- Dearden es el apellido de la segunda Speedy, Mia Dearden siendo Roy Harper el primero.

- Laurel Lance se convierte en la tutora de Thea.
- "El Conde" es encerrado en un hospital psiquiátrico debido a los daños sufridos por una sobredosis de "vértigo" que le fue suministrada por El Vigilante.

## Desarrollo

### Producción
La producción de este episodio comenzó el 5 de noviembre y terminó el 14 de noviembre de 2012.

### Filmación
El episodio fue filmado del 15 al 26 de noviembre de 2012.

### Casting
El 13 de noviembre se dio a conocer que Seth Gabel fue contratado para interpretar a "El Conde", un personaje basado en el Conde Vértigo.

## Recepción

### Recepción de la crítica
Paloma Garrón de TodoSeries.com calificó al episodio con 3.5 estrellas de 5, comentando:

"En general, ha sido un buen capítulo, pero creo que podrían haber logrado uno excelente si el Conde hubiera sido un villano menos caricaturesco y hubieran pulido un poco la trama Moira-Thea-Secretos familiares. Aun así, sigo con tantas ganas como siempre de ver el próximo episodio".
Paloma Garrón.

Jesse Scheeden de IGN calificó al episodio como bueno y le dio una puntuación de 6.9, diciendo: 

"El gran debut del Conde Vértigo ha dejado mucho qué desear".
Jesse Scheeden.

### Recepción del público
El episodio fue visto por 2.97 millones de espectadores, recibiendo 0.9 millones entre los espectadores entre 18-49 años.